# Bolvașnița

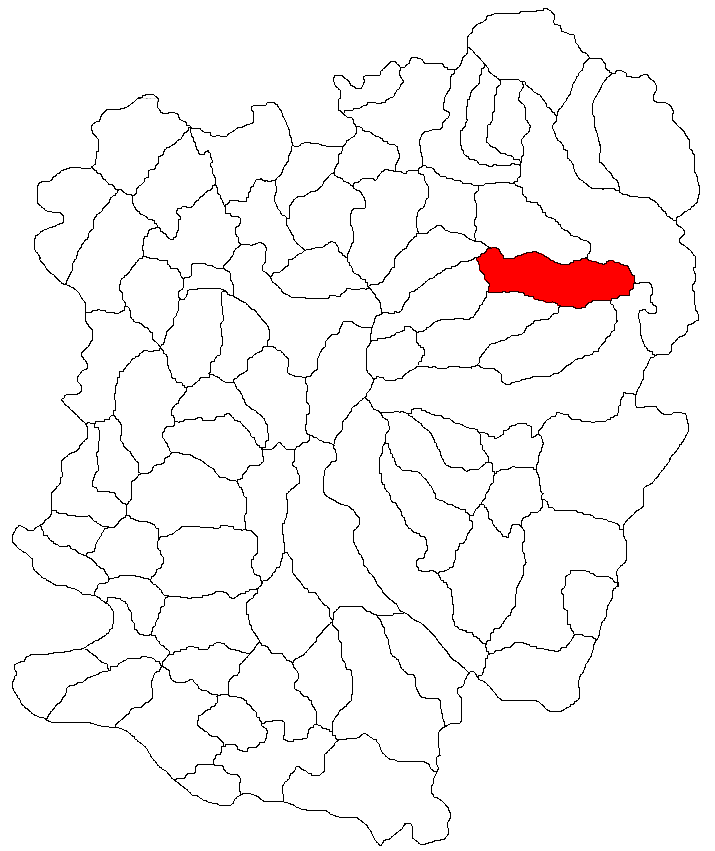
Lage der Gemeinde Bolvașnița im Kreis Caraș-Severin

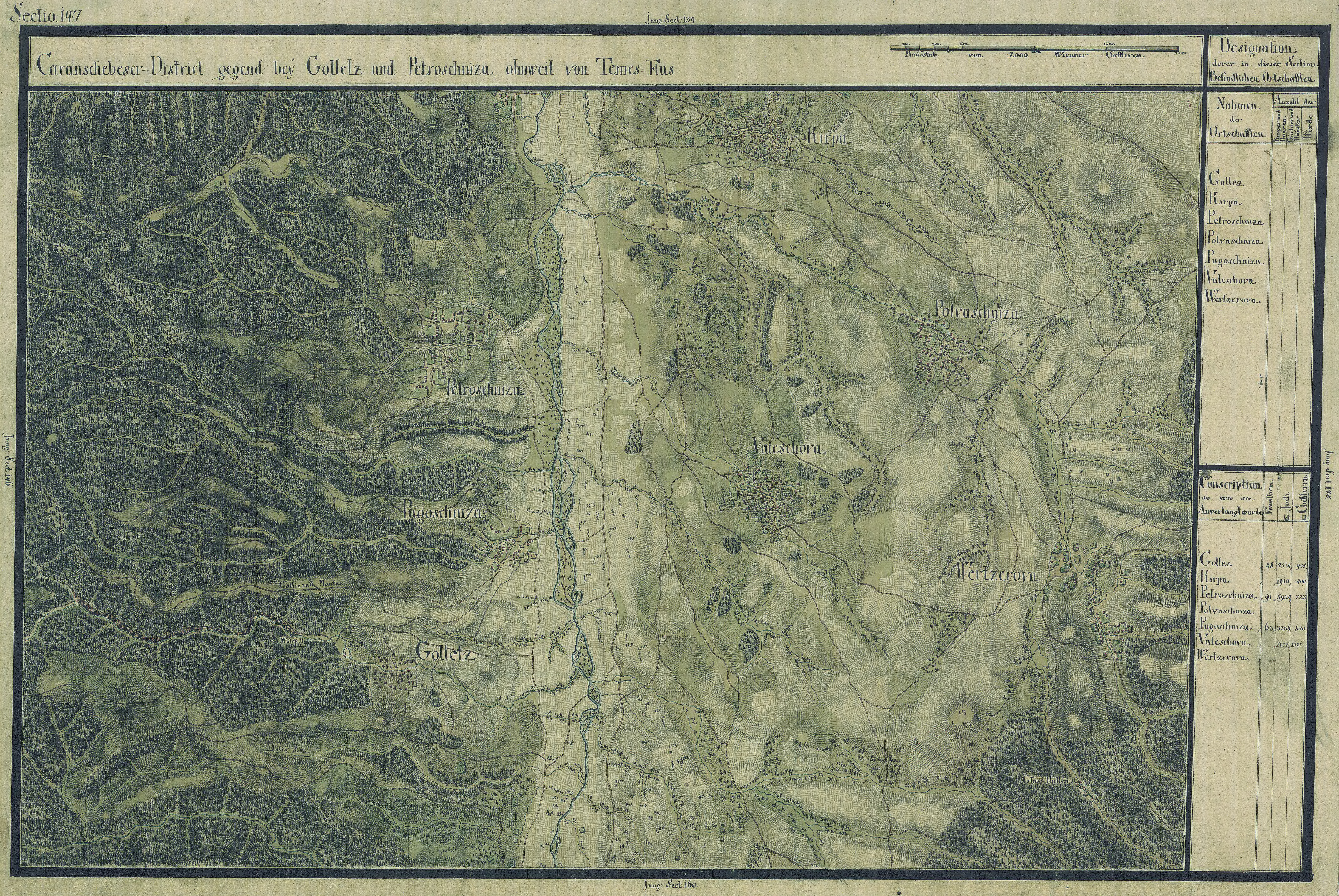
Bolvașnița auf der Josephinischen Landaufnahme

Bolvașnița (deutsch Bolwaschnitza, ungarisch Bolvás) ist eine Gemeinde im Kreis Caraș-Severin, in der Region Banat im Südwesten Rumäniens. Zu der Gemeinde Bolvașnița gehört auch das Dorf Vârciorova.

## Geografische Lage
Bolvașnița liegt 15 km südlich von Caransebeș, am Westhang des Muntele Mic, an der Europastraße 70 (E 70).

## Nachbarorte
| Buchin          | Zlagna                                      | Borlova     |
| Valea Timișului | Kompassrose, die auf Nachbargemeinden zeigt | Muntele Mic |
| Vălișoara       | Ilova                                       | Vârciorova  |

## Geschichte
Eine erste urkundliche Erwähnung stammt aus dem Jahr 1376.
Im Laufe der Jahrhunderte traten verschiedene Schreibweisen des Ortsnamens auf: 
1376 Balasnicha,
1808 Bolvasnicza, 
1888 Bolvashnica, 
1913 Bolvás,
1909 Bolvasnicza,
1919 Bolvașnița.
In den Aufzeichnungen von 1690 bis 1700 des Gelehrten Luigi Ferdinando Marsigli findet Bolvașnița eine Erwähnung. Auf der Josephinischen Landaufnahme von 1717 ist Polwaschniza eingetragen. Nach dem Frieden von Passarowitz (1718) war die Ortschaft Teil der Habsburger Krondomäne Temescher Banat. 
Während des Russisch-Österreichischen Türkenkriegs von 1788 wurde das Dorf völlig zerstört und anschließend nach habsburgischem Vorbild wieder aufgebaut.
Der Vertrag von Trianon am 4. Juni 1920 hatte die Dreiteilung des Banats zur Folge, wodurch Bolvașnița an das Königreich Rumänien fiel.

## Bevölkerungsentwicklung
| 1880 | 1969 | 1951 | 4 | 5 | 9  |
| 1910 | 2199 | 2192 | 1 | 4 | 2  |
| 1930 | 2179 | 2175 | - | - | 4  |
| 1977 | 1871 | 1821 | 2 | - | 48 |
| 2002 | 1573 | 1566 | 1 | - | 6  |
| 2021 | 1286 | 1225 | 2 | 2 | 57 |